# 285 Dywizja Bezpieczeństwa
285 Dywizja Bezpieczeństwa (niem. 285 Sicherungs Division) – niemiecki związek taktyczny Wehrmachtu podczas II wojny światowej

## Historia
Dywizja została sformowana 15 marca 1941 w obozie ćwiczebnym w Groß-Born na bazie 207 Dywizji Piechoty. Na jej czele stanął gen. por. Wolfgang Edler Herr und Freiherr von Plotho. W listopadzie 1941 dywizję przeniesiono na północny odcinek frontu wschodniego. Działała na tyłach frontu, zwalczając partyzantkę, ochraniając linie komunikacyjne, obiekty militarne itp. Od 5 sierpnia 1942 nowym dowódcą był gen. por. Gustav Adolph-Auffenberg-Komarow. W październiku 1943 podporządkowano jej  38 Estoński Batalion Policyjny i 40 Estoński Batalion Policyjny. Latem 1944 dywizja została okrążona przez Armię Czerwoną w rejonie Chołma, ponosząc ciężkie straty. W rezultacie tego 15  sierpnia została rozformowana. Jej niedobitki znalazły się pod nadzorem 20 Dywizji Grenadierów SS, a sztab wykorzystano do sformowania Grupy Kleffell późnej przekształconej w XVI Korpus.

## Skład
- 322 Pułk Grenadierów
- 113 Pułk Bezpieczeństwa
- I Batalion 9 Pułku Policyjnego
- 285 Kompania Czołgów Zdobycznych (6 francuskich czołgów Hotchkiss H-35 i 4 francuskie samochody pancerne)
- 285 Wschodni Oddział Kawalerii
- 285 Oddział Artylerii
- 823 Dywizyjny Oddział Łączności
- 322 Oddział Zaopatrzenia